# Île du Retour
Die Île du Retour, auch bekannt als Retour Island, ist eine felsige und 1,1 km lange Insel vor der Küste des ostantarktischen Adélielands. Sie ist die größte der Curzon-Inseln und liegt 160 m vor dem Kap Découverte.
Teilnehmer einer von 1949 bis 1951 dauernden französischen Antarktisexpedition nahmen eine Kartierung vor und benannten die Insel in Erinnerung an die Rückkehr früherer französischer Expeditionen.